# 잎갈나무속
잎갈나무속(Larix)은 구과목 소나무과의 한 속이다. 이깔나무속으로 불리기도 한다. 20에서 45m까지 자라며, 북반구의 냉대 지역에 분포한다. 러시아와 캐나다 타이가 숲을 이루는 우세종 중 하나이기도 하다.

## 종과 분류
잎갈나무속에는 10~15종이 포함된다. 과거에는 구과를 둘러싸는 포엽 길이를 가지고 두 절로 구분하기도 했으나, 유전자 분석 결과 이 분류는 적당하지 않으며, 구세계와 신세계 사이의 유전자 차이가 발견되어 북아메리카와 유라시아의 종들을 우선 나누고, 북부의 짧은 포엽을 가진 종과 남부의 긴 포엽을 가진 종으로 다시 나눈다. 시베리아잎갈나무(Larix sibrica)의 위치는 불분명하다. 학자에 따라 짧은 포엽군에 넣기도 하고, 긴 포엽군에 넣기도 한다.

### 유라시아

#### 북부, 짧은 포엽
- 시베리아잎갈나무(L. gmelinii (Rupr.) Kuzen.): 시베리아 중부 평원, 시베리아 동부 평원.
  - 잎갈나무/만주잎갈나무(L. gmelinii var. olgensis (A.Henry) Ostenf. & Syrach)
  - L. gmelinii var. japonica (Maxim. ex Regel) Pilg.
  - L. gmelinii var. principis-rupprechtii (Mayr) Pilg.: 중국 북부(산시성, 허베이성)의 산지.
- 일본잎갈나무/낙엽송(L. kaempferi (Lamb.) Carrière): 일본 중부 산지.
- 유럽잎갈나무(L. decidua Mill.): 중부유럽의 산지.
  - L. decidua var. carpatica Domin
  - L. decidua var. polonica (Racib. ex Wóycicki) Ostenf. & Syrach
- L. sibirica Ledeb.: 시베리아 서부 평원, 러시아의 우랄산맥 서쪽.

#### 남부, 긴 포엽
- L. griffithii Hook.f.: 히말라야산맥 동부 산지.
  - L. griffithii var. speciosa (W.C.Cheng & Y.W.Law) Farjon: 중국 남서부(윈난성 남부), 미얀마 북동부.
- L. mastersiana Rehder & E.H.Wilson: 중국 서부의 산지.
- L. potaninii Batalin: 중국 남부(쓰촨성, 윈난성 북부)의 산지.
  - L. potaninii var. chinensis (Voss) L.K.Fu & Nan Li
  - L. potaninii var. himalaica (W.C.Cheng & L.K.Fu) Farjon & Silba: 히말라야산맥 중부의 산지.
  - L. potaninii var. macrocarpa Y.W.Law

### 북아메리카
- L. laricina (Du Roi) K.Koch: 알래스카주 일부, 캐나다, 미국 북부. 로키산맥에서 대서양 연안까지.
- L. lyallii Parl.: 미국 북동부, 캐나다 남동부의 고산 지대.
- L. occidentalis Nutt.: 미국 북서부, 캐나다 남서부의 저지대.

### 기타
- L. × lubarskii Sukaczev
- L. × maritima Sukaczev
- L. × polonica Racib.

## 사진

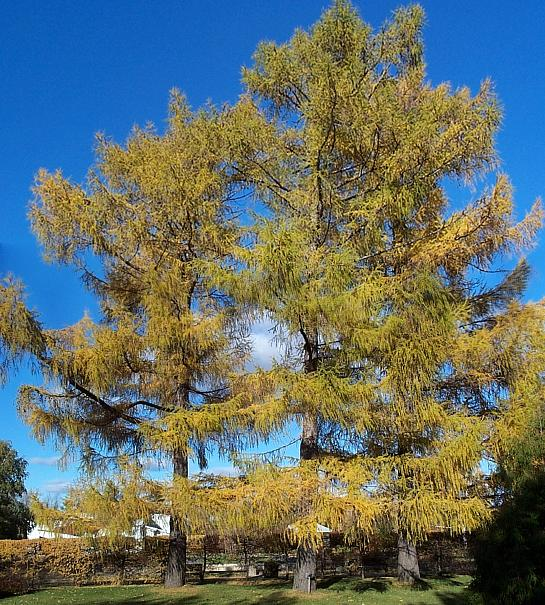
L. sibirica
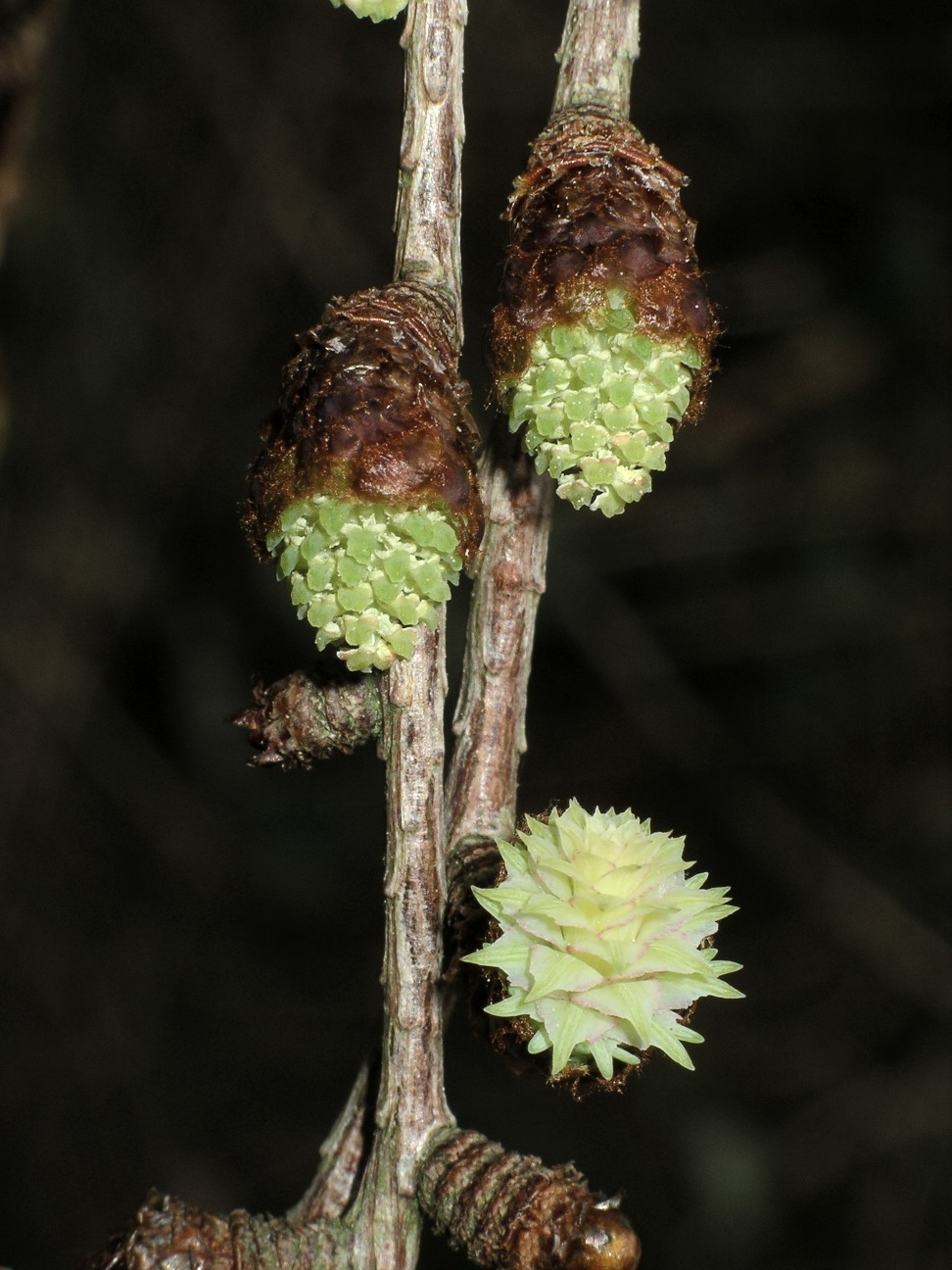
일본잎갈나무의 수 구과(위)와 암 구과(아래)
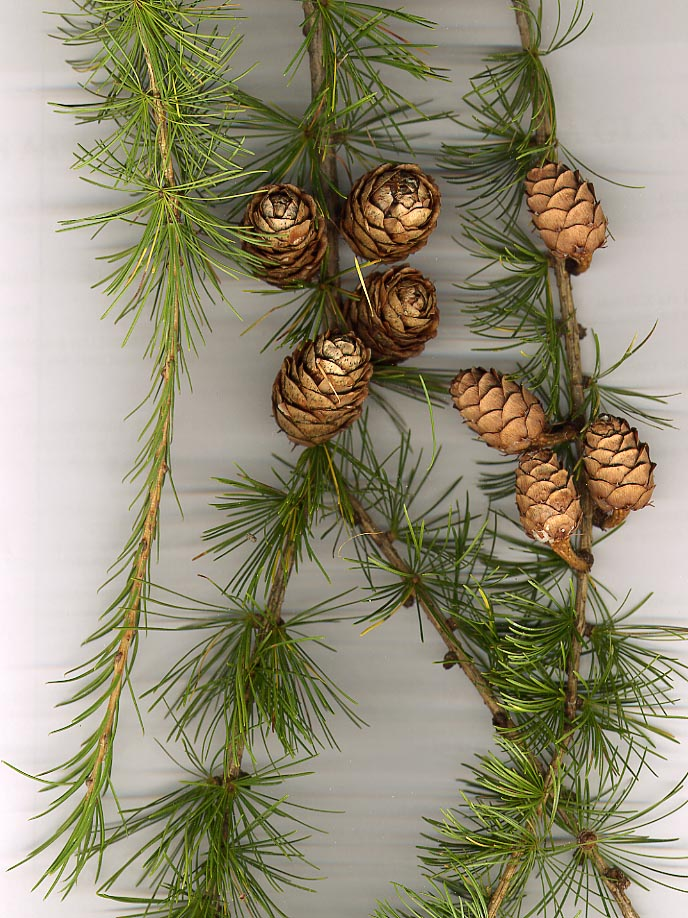
유럽잎갈나무